# Isaac Todhunter
Isaac Todhunter FRS (Rye, 23 de novembro de 1820 — Cambridge, 1 de março de 1884) foi um matemático britânico. Em 1862 foi eleito membro da Royal Society.

## Vida
Órfão de pai, frequentou a escola de Hastings. Graduado em matemática pela Universidade de Londres, em 1842.
Está sepultado no Cemitério Mill Road.

## Obras
- Treatise on the Differential Calculus and the Elements of the Integral Calculus (1852, 6ª edição 1873)
- Treatise on Analytical Statics (1853, 4ª edição 1874)
- Treatise on the Integral Calculus (1857, 4ª edição 1874)
- Treatise on Algebra (1858, 6ª edição 1871)
- Treatise on Plane Coordinate Geometry (1858, 3ª edição 1861)
- Plane Trigonometry (1859, 4ª edição 1869)
- Spherical Trigonometry (1859)
- History of the Calculus of Variations (1861)
- Theory of Equations (1861, 2ª edição 1875)
- Examples of Analytical Geometry of Three Dimensions (1858, 3ª edição 1873)
- Mechanics (1867)
- History of the Mathematical Theory of Probability from the Time of Pascal to that of Lagrange (1865)
- Researches in the Calculus of Variations (1871)
- History of the Mathematical Theories of Attraction and Figure of the Earth from Newton to Laplace (1873)
- Elementary Treatise on Laplace's, Lame's and Bessel's Functions (1875)
- Natural Philosophy for Beginners (1877).

Uma obra inacabada, The History of the Theory of Elasticity, foi editada e publicada   postumamente por Karl Pearson, em 1886.
Algumas de suas obras estão disponíveis em publicações de Isaac Todhunter no Google Books.